# 阮嫩
阮嫩（越南语：／，？—1229年），越南李朝军事人物。
阮嫩出生在嘉林县，为阮奉之子，是丁朝定国公阮匐的后裔。状貌魁梧，胸襟博大，性格倜傥。原为北江府的守将，割据当地自立。陈嗣庆与段尚不睦，治兵相攻。1213年（建嘉三年），嗣庆派人召阮嫩前来。阮嫩应召而至，被陈嗣庆用铁索索了起来。阮嫩虽被用铁索锁在监狱里，但神色自若。见看守勇士跳跃，便也带着铁索跳跃，甚至过于勇士。陈嗣庆见到后大为惊异，将其释放，并把自己母姨之女嫁给了他，授以神溪、个屡二邑。
1214年，陈嗣庆攻打昇龍，阮嫩也带兵参战，在椰市，击败洪州段氏军阀的部队。陈嗣庆在各地获胜后，派部将分据要地，阮嫩负责把守北江。李惠宗派安铁人申长、申荄等前去攻打，被阮嫩击败杀死。陈嗣庆攻入昇龍后，李惠宗及谭太后等逃离。陈嗣庆另立惠文王为帝，焚京都宫室十九所。阮嫩据北江造反，李惠宗和谭太后册封阮嫩为侯爵，使之攻陈嗣庆。翌年，进封王爵，称怀道孝武大胜王。
阮嫩在与陈嗣庆的交战中一度居于上风。1216年（建嘉六年），李惠宗得知谭太后欲杀陈氏，便携陈氏投奔陈嗣庆，陈嗣庆军势稍振。1218年（建嘉八年），陈承率兵攻打阮嫩于北江，决堤灌其城邑。阮嫩大败，妻小被俘，部众溃散。翌年，陈嗣庆进兵朝东步准备讨伐他，但他不久就病逝了，其部将相继向朝廷投降。自此最后一个地方割据势力被铲除。